# Шассор
Шассо́р (фр. Chassors) — коммуна во Франции, находится в регионе Пуату — Шаранта. Департамент — Шаранта. Входит в состав кантона Жарнак. Округ коммуны — Коньяк.
Код INSEE коммуны — 16088.
Коммуна расположена приблизительно в 400 км к юго-западу от Парижа, в 110 км юго-западнее Пуатье, в 29 км к западу от Ангулема.

## Население
Население коммуны на 2008 год составляло 1111 человек.
| 1962 | 1968 | 1975 | 1982 | 1990 | 1999 | 2008 |
| ---- | ---- | ---- | ---- | ---- | ---- | ---- |
| 803  | 823  | 911  | 1014 | 1105 | 1062 | 1111 |

## Администрация
| Период | Период | Фамилия     | Партия                         | Примечания  |
| ------ | ------ | ----------- | ------------------------------ | ----------- |
| 1977   | 2001   | Робер Мелон |                                |             |
| 2001   |        | Полин Ноэ   | Союз за французскую демократию | безработная |

## Экономика
В 2007 году среди 716 человек в трудоспособном возрасте (15—64 лет) 510 были экономически активными, 206 — неактивными (показатель активности — 71,2 %, в 1999 году было 70,7 %). Из 510 активных работали 475 человек (256 мужчин и 219 женщин), безработных было 35 (15 мужчин и 20 женщин). Среди 206 неактивных 54 человека были учениками или студентами, 93 — пенсионерами, 59 были неактивными по другим причинам.

## Достопримечательности
- Замок Монжурден (XVIII век). Исторический памятник с 1968 года[3]
- Церковь Сен-Ромен (XI—XII века)

## Фотогалерея

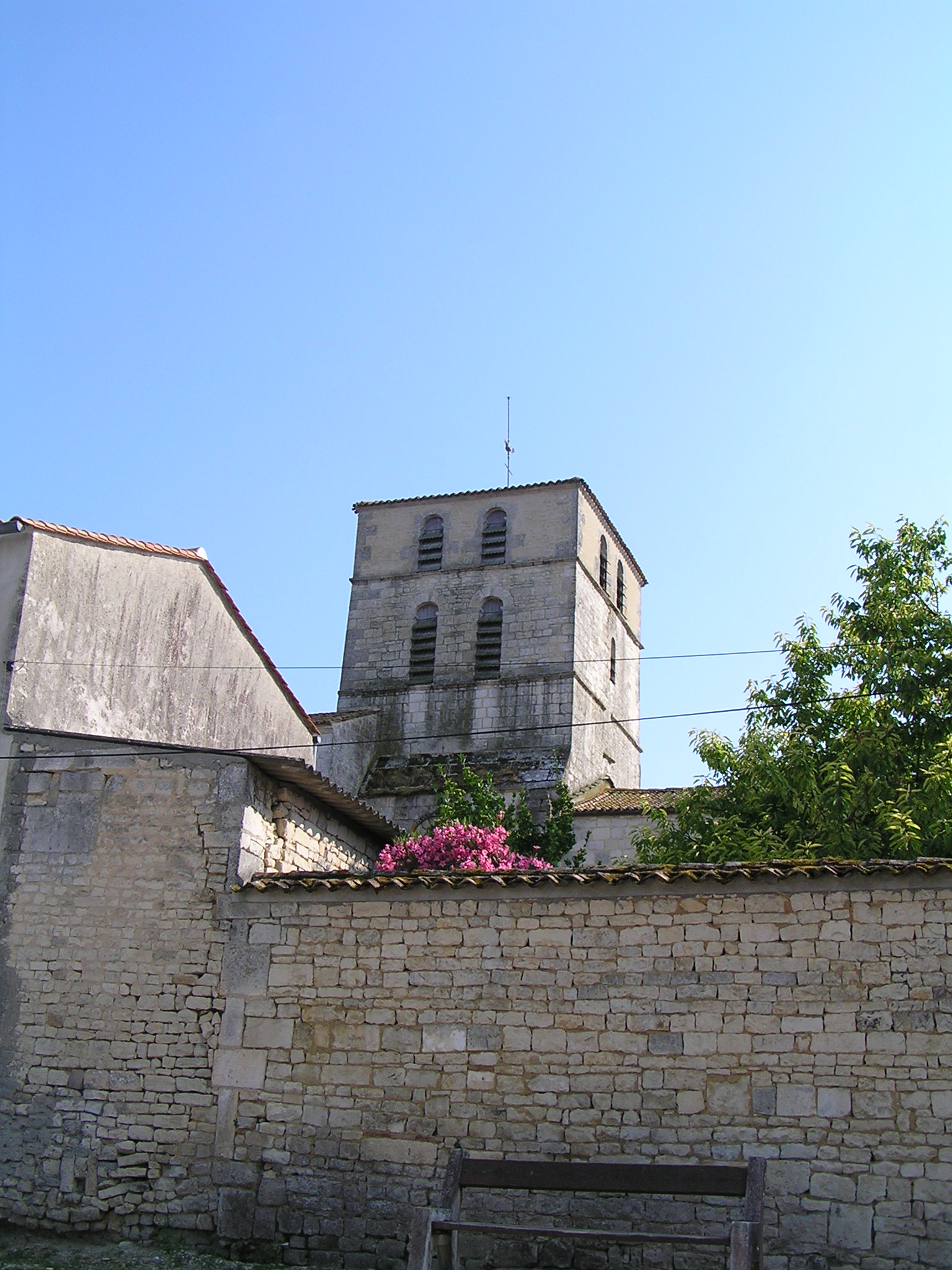
Колокольня церкви Сен-Ромен
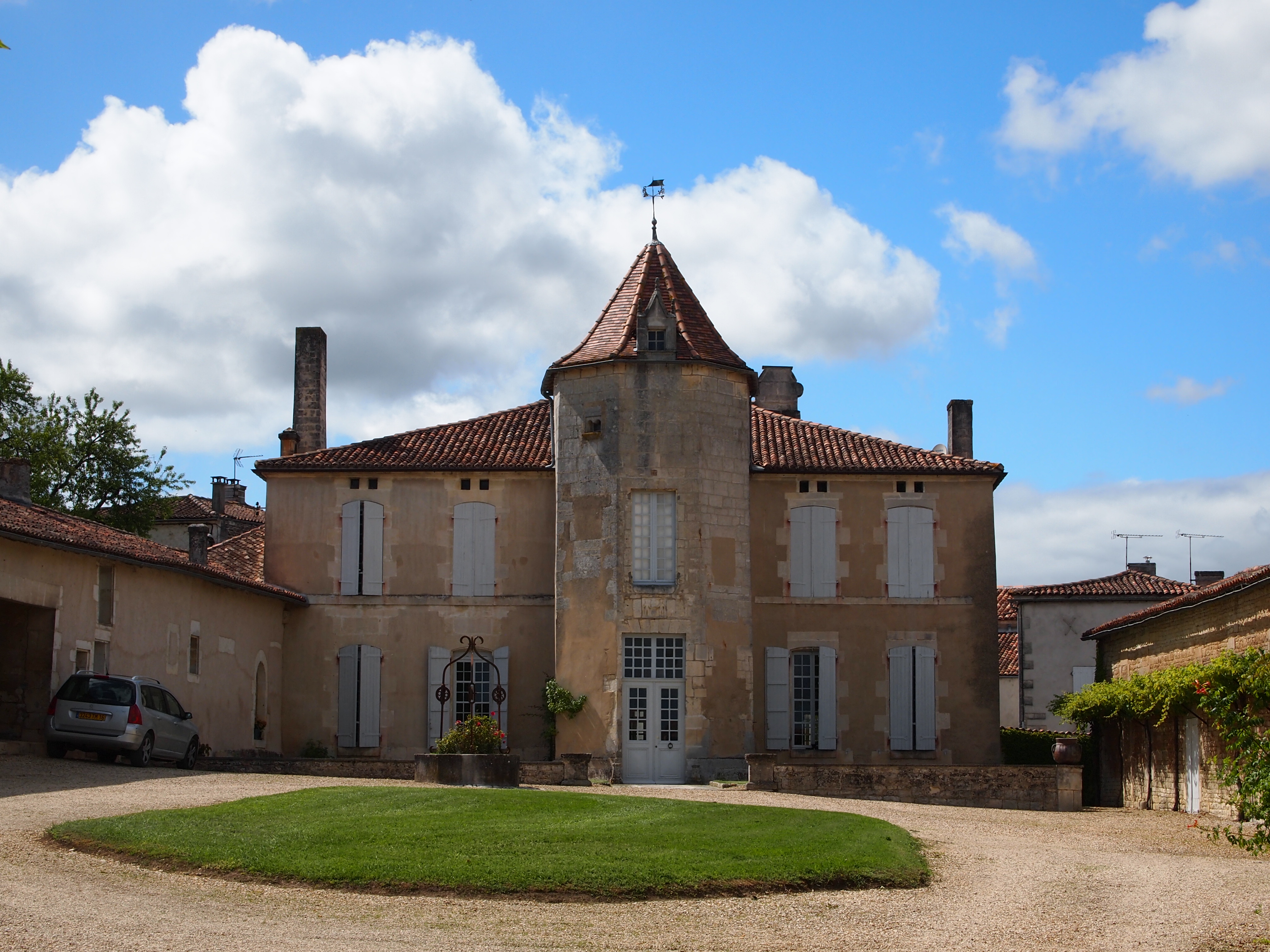
Замок Монжурден
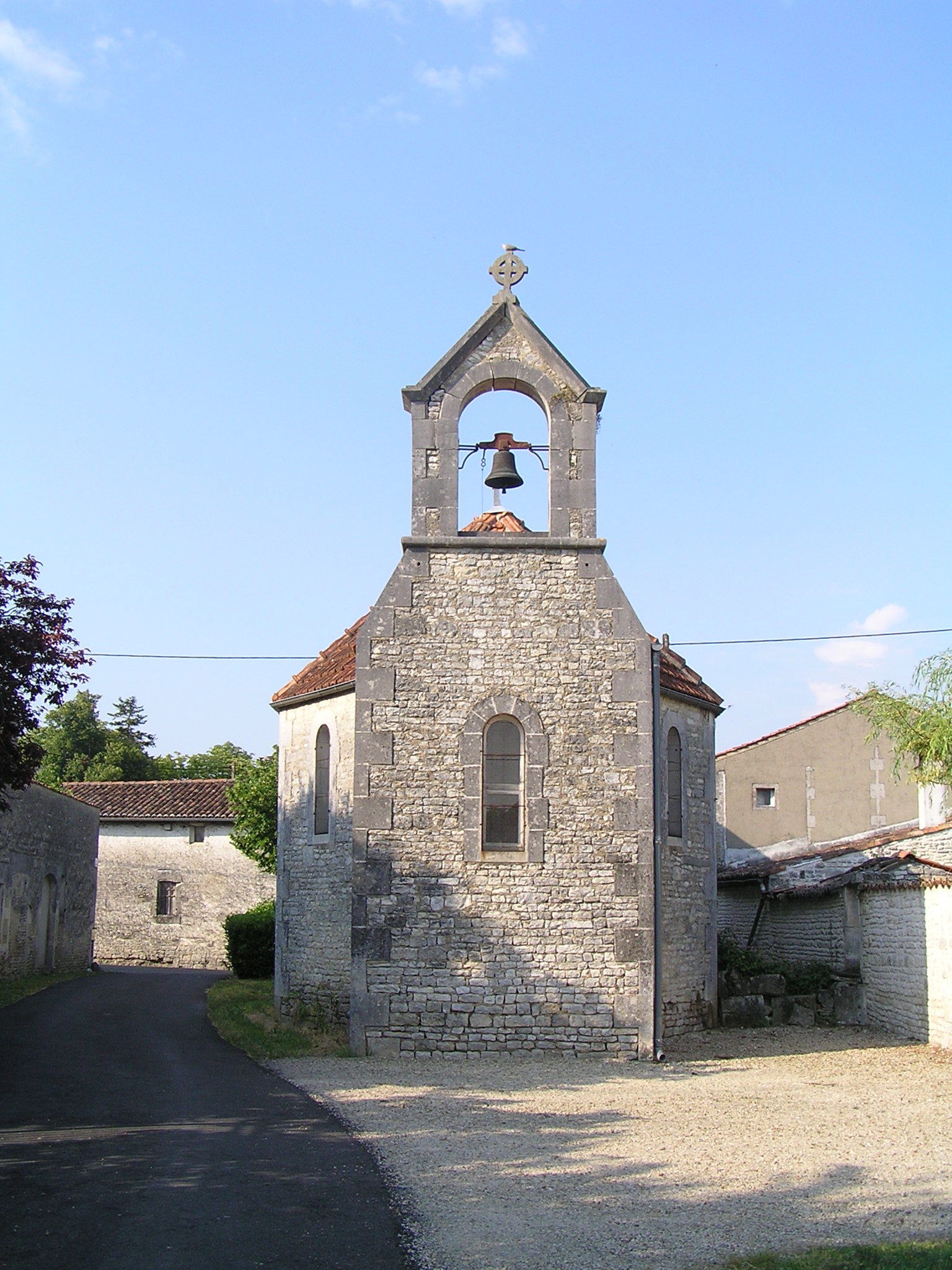
Часовня Люшак